# 山内鈴蘭
山内 鈴蘭（やまうち すずらん、1994年〈平成6年〉12月8日 - ）は、日本のタレント。女性アイドルグループ・SKE48およびAKB48の元メンバーである。千葉県市原市出身。ホリプロ所属。

## 略歴

### 2009年
- 9月20日、AKB48 第六回研究生（9期生）オーディションに合格[2]。
- 11月15日、「RIVER」劇場盤スペシャル公演「8期・9期研究生によるB4th特別公演」にてデビュー。

### 2010年
- 6月9日、『AKB48 17thシングル 選抜総選挙「母さんに誓って、ガチです」』では36位で、研究生で同期の島崎遥香とともにアンダーガールズ入りを果たした。
- 12月8日、AKB48劇場5周年記念公演において、同期の大場美奈、島崎遥香、島田晴香、竹内美宥、永尾まりや、中村麻里子、森杏奈とともに正規メンバーに昇格。ただし既存チームに空き枠がなかったため、その後は正規メンバー56人に含まれながら所属はチーム研究生のままで、場合によっては研究生扱いにもなった。

### 2011年
- 3月10日、雑誌『ヤングジャンプ』（集英社）とAKB48のコラボユニット「YJ7」のメンバーに選ばれる。
- 5月18日、男子ゴルフツアー『とおとうみ浜松オープン』のプロアマ戦に出場[3]、ドライバーで240ヤード以上の距離を飛ばす[4]。
- 6月6日、TOKYO DOME CITY HALLで開催された『「見逃した君たちへ」〜AKB48グループ全公演〜』・ひまわり組 1st Stage「僕の太陽」公演において、チーム研究生に留め置かれていた他の正規メンバーとともにチーム4を結成することが発表された[5]。
- 9月20日に開催された『AKB48 24thシングル選抜じゃんけん大会』ではベスト16で、自身初の選抜入りを果たす[6]とともに、チーム4からも初の選抜入りとなった。
- 11月9日、男子ゴルフツアー『三井住友VISA太平洋マスターズ』の「プロ・アマゴルフチャリティートーナメント」に出場[7]。260ヤードのドライバーショットを飛ばし、観客を驚かせた[8]。

### 2012年
- 3月25日、コンサート『業務連絡。頼むぞ、片山部長! inさいたまスーパーアリーナ』の3日目の公演においてホリプロへの移籍打診があったことが発表され[9][10]、9月に正式に移籍した。
- 5月から6月にかけて実施された『AKB48 27thシングル 選抜総選挙』では54位で、フューチャーガールズに選出された[11]。
- 8月24日、『AKB48 in TOKYO DOME 〜1830mの夢〜』初日公演において、チーム再編に伴うチームBへの異動とチーム4の消滅が発表された[12][13]。
- 11月1日、チームBに異動。
- 11月3日、チームBウェイティング公演のスターティングメンバーとして新チームでの活動を開始する[14]。

### 2013年
- 5月から6月にかけて実施された『AKB48 32ndシングル 選抜総選挙』では61位で、フューチャーガールズに選出された[15]。

### 2014年
- 2月24日、『AKB48グループ大組閣祭り』において、SKE48チームSへの移籍が発表される[16]。
- 4月4日、さいたまスーパーアリーナで行われた『AKB48グループ春コンinさいたまスーパーアリーナ〜思い出は全部ここに捨てていけ！〜』SKE48単独コンサートにおいて、SKE48メンバーとして初出演。
- 4月23日、AKB48 チームBウェイティング公演の千秋楽において、山内を含む移籍メンバーの壮行会が行われる[17]。
- 4月25日、「大組閣祭り」後の新体制での「制服の芽」公演初日において、SKE48劇場公演に初出演[18]。SKE48での活動を開始。
- 5月から6月にかけて実施された『AKB48 37thシングル 選抜総選挙』では69位で、アップカミングガールズに選出された[19]。

### 2015年
- 5月から6月にかけて実施された『AKB48 41stシングル 選抜総選挙』では63位で、フューチャーガールズに選出された[20]。
- 10月5日、劇場デビュー7周年記念特別公演において、SKE48内のユニット「デッドストックダイヤモンド」のメンバーに選ばれる[21]。

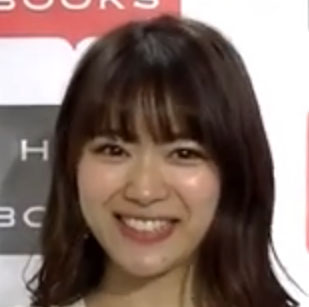
2021年撮影

### 2021年
- 10月7日、Zepp Nagoyaで行われた「SKE48 Summer Zepp Tour 2021」で、グループからの卒業を発表した[22]。卒業後については「ソロとして芸能活動にもまい進しながら、小さい頃の夢でもあるゴルフのティーチングプロの資格を目指す」としている[22]。
- 11月18日、卒業に先立ちAKB48劇場においてAKB48の9期生[注 2]による『山内鈴蘭卒業記念公演〜私の原点〜』を開催した[23]。
- 11月30日、SKE48劇場での最後の公演でSKE48を卒業[24]。
- 12月1日、SKE48卒業後の最初のイベント『ホリNS 水曜祭 2021～あわてんぼうのHori－Night～』に出席[25][26]。

### 2022年
- 6月9日、自身のSNSでPGAティーチングプロB級講習会の一次審査に落選したことを報告した[27]。
- 7月1日、山内自身がプロデュースするゴルフスタジオと併設したイタリア料理レストランがオープン[28]。

### 2024年
- 1月2日、キャディ養成コースに合格したことを発表[29]。

### 2025年
- 4月5日、麻生夏子の後任として、BAYFM「KEIYOGINKO POWER COUNTDOWN REAL」の2代目アシスタントに就任。

## 人物
- 愛称は、らんらん[30]。
- 一人っ子[31]。
- 趣味はストラップやグッズ集め、ヘアスタイルを決めること[31]。
- 特技はゴルフ、書道、ダンス。中でもゴルフは、小学校3年生のころからコースに出ていたという[注 3][32]。アマチュアゴルファーでもあり、『週刊AKB』ではプロデューサーの後藤喜男とドライバーの飛距離対決（ドライビングコンテスト）をして勝利する程であった[注 4]。また父からは「プロ（ゴルファー）になって欲しい」と言われていたという[33]。2012年元日放送のゴルフ特番で、古閑美保（プロゴルファー）と共演しゴルフの才能を認められ、その後古閑から「プロを目指すなら本気になれ」とアドバイスを受け、本格的にプロゴルファーへの挑戦を決意。その模様は自らが出演するテレビ東京の番組『ごるふなでしこ』で紹介された。現在のベストスコアは2021年8月に出した「76」[34]。
- AKB48に入るまでは年末年始を日本国外で過ごしていた[35]。
- 日放のTVカメラマン（日本テレビ担当）・山内剛の姪である[注 5]。

### AKB48
- キャッチフレーズは「一番可愛いらんらん。アナタの笑顔が見たいから鈴蘭パワー全開でいきます!!」。
- 高所が平気で、『AKB48 ネ申テレビ』の企画で他6人のメンバーとともに全高338メートルのマカオ・タワーを訪れ、高所恐怖症でなくとも恐怖を感じる地上233メートルからのバンジージャンプに挑戦した際、最初に挑戦した峯岸みなみが恐怖によりギブアップした直後に、多少の恐怖心は表しながらも「飛んだらもっと頑張れる気がしたんですよ。自分自身が変われる気がして」と考え、2011年の目標を「私自身をたくさんの人に知ってもらうこと」と表明した後にジャンプに成功した[注 6]。さらに同番組の企画で、グアムの絶叫マシン『スリングショット』に乗せられた際は、乗る前こそ号泣していたものの、いざ動き出した後は一転「楽しい!これ楽しい!」「最高!」とアトラクション下で見守る他メンバーに聞こえるほど絶叫し、笑顔で戻って来たため、同じアトラクションを既に体験し終始恐怖で絶叫していた他のメンバーからは「お前（泣いたのは）演技だろ!」と指摘された[注 7]。
- 「千葉組」でいつも一緒に帰宅する仲だった中村麻里子から、帰宅途中に寝入り、よだれを垂らしていることを指摘された[注 7]。
- 誕生日の12月8日は2005年にAKB48劇場が開業した日であり、多田愛佳（元・HKT48）・横山由依の誕生日でもある。さらに多田とは生年と血液型も同一である。
- 番組の企画で行われたフィーリングカップル5対5において、意中の峯岸かなた（男装した峯岸みなみ）に対しチラチラと視線を合わせたり外したりを繰り返し、最終的にカップルを成立させている。バッドボーイズの清人からはくせ者とコメントされている[注 8]。

## AKB48・SKE48での参加楽曲

### シングル選抜楽曲
SKE48名義
- 「不器用太陽」に収録
  - 放課後レース - 「Team S」名義
- 12月のカンガルー
  - 消せない炎 - 「Team S」名義
- 「コケティッシュ渋滞中」に収録
  - DIRTY - 「Team S」名義
  - 夜の教科書 - 「セレクション17 “AKB49〜恋愛禁止条例〜”」名義
- 「前のめり」に収録
  - 素敵な罪悪感 - 「Team S」名義
- 「チキンLINE」に収録
  - 彼女がいる - 「Team S」名義
- 「金の愛、銀の愛」に収録
  - ハッピーランキング - 「ランクインガールズ2016」名義
- 「意外にマンゴー」に収録
  - パーティーには行きたくない - 「Team S」名義
- 「無意識の色」に収録
  - Because どっちつかず - 「コサンガー7」名義
- 「いきなりパンチライン」に収録
  - Parting shot - 「Team S」名義
  - 大人の世界  - 「B・ラヴィエール」名義
- 「Stand by you」に収録
  - 凍える前に  - 「Team S」名義
  - 神様は見捨てない
- 「FRUSTRATION」に収録
  - 人生の無駄遣い  - 「紅組」名義
- 「ソーユートコあるよね?」に収録
  - ストレートな純情 - 「ジュエルボックス」名義
- 恋落ちフラグ
- 「あの頃の君を見つけた」に収録
  - 世界のスーパーヒーロー

AKB48名義
- 「ポニーテールとシュシュ」に収録
  - 僕のYELL - 「シアターガールズ」名義
- 「ヘビーローテーション」に収録
  - 涙のシーソーゲーム - 「アンダーガールズ」名義
- 「チャンスの順番」に収録
  - フルーツ・スノウ - 「チーム研究生」名義
- 「桜の木になろう」に収録
  - 黄金センター - 「チーム研究生」名義
- 「Everyday、カチューシャ」に収録
  - ヤンキーソウル
  - アンチ - 「チーム研究生」名義
- 「フライングゲット」に収録
  - 青春と気づかないまま
- 「風は吹いている」に収録
  - 君の背中 - 「アンダーガールズ」名義
  - 蕾たち - 「チーム4+研究生」名義
- 上からマリコ
  - 走れ!ペンギン - 「Team 4」名義
- 「GIVE ME FIVE!」に収録
  - NEW SHIP - 「スペシャルガールズA」名義
- 真夏のSounds good !
- 「ギンガムチェック」に収録
  - Show fight ! - 「フューチャーガールズ」名義
- 「UZA」に収録
  - 正義の味方じゃないヒーロー 「チームB」名義
- 「永遠プレッシャー」に収録
  - 私たちのReason
- 「So long !」に収録
  - そこで犬のうんち踏んじゃうかね? - 「梅田TeamB」名義
- 「さよならクロール」に収録
  - ロマンス拳銃 - 「Team B」名義
- 「恋するフォーチュンクッキー」に収録
  - 推定マーマレード - 「フューチャーガールズ」名義
- 「ハート・エレキ」に収録
  - 快速と動体視力 - 「アンダーガールズ」名義
  - Tiny T-shirt - 「Team B」名義
- 「前しか向かねえ」に収録
  - KONJO - 「Talking Chimpanzees」名義
- 「心のプラカード」に収録
  - チューインガムの味がなくなるまで - 「アップカミングガールズ」名義
- 「希望的リフレイン」に収録
  - 歌いたい - 「かとれあ組」名義
- 「ハロウィン・ナイト」に収録
  - 君にウェディングドレスを… - 「フューチャーガールズ」名義
- 「LOVE TRIP/しあわせを分けなさい」に収録
  - 2016年のInvitation - 「アップカミングガールズ」名義
- 「ハイテンション」に収録
  - Better
  - また あなたのことを考えてた - 「チームボーカル」名義

### アルバム選抜楽曲
SKE48名義
- 『革命の丘』に収録
  - ゼロベース

AKB48名義
- 『ここにいたこと』に収録
  - High school days - 「チーム研究生」名義
  - ここにいたこと - 「AKB48+SKE48+SDN48+NMB48」名義
- 『1830m』に収録
  - ファースト・ラビット
  - 直角Sunshine - 「チーム4」名義
  - 青空よ 寂しくないか? - 「AKB48+SKE48+NMB48+HKT48」名義
- 『次の足跡』に収録
  - 他人行儀なSunset beach
  - ぽんこつブルース
  - 悲しき近距離恋愛 - 「Team B」名義
- 『ここがロドスだ、ここで跳べ!』に収録
  - 生き続ける

### その他の参加楽曲
- シングル「初恋は実らない」（おじゃる丸シスターズ名義、2011年5月11日発売）
  - 初恋は実らない（NHKアニメ『おじゃる丸』第14シリーズのエンディング・テーマ）
  - かたつむり〜おじゃる丸シスターズ・バージョン〜
- シングル「コップの中の木漏れ日」（ラブ・クレッシェンド名義）
  - 平民出馬宣言 - 「デッドストックダイヤモンド」名義

### 未音源化曲
ぱちスロAKB48 勝利の女神
- ヘビーローテーション
- AKBフェスティバル

### 劇場公演ユニット曲
研究生「アイドルの夜明け」公演
- 口移しのチョコレート

研究生「恋愛禁止条例」公演
- ツンデレ!

研究生「シアターの女神」公演
- ロッカールームボーイ

チームB 5th Stage「シアターの女神」
- ロマンスかくれんぼ（前座ガール）
- ロッカールームボーイ（平嶋夏海のアンダー）

チームA 6th Stage「目撃者」
- ミニスカートの妖精（前座ガールズ）

チームK 6th Stage「RESET」
- 檸檬の年頃（前座ガールズ）
- 心の端のソファー（梅田彩佳のアンダー）

大場チーム4「僕の太陽」公演
- アイドルなんて呼ばないで（バックダンサー）
- 愛しさのdefense

梅田チームB ウェイティング公演
- 思い出以上（チームS 3rd Stage「制服の芽」）
- ごめんね ジュエル（チームK 4th Stage「最終ベルが鳴る」、宮澤佐江のポジション）

 チームS 5th Stage「制服の芽」
- 思い出以上
- 女の子の第六感（松井珠理奈のユニットアンダー）

## 出演

### テレビドラマ
- マジすか学園 最終話（2010年3月26日、テレビ東京） - 馬路須加女学園生徒 役
- マジすか学園2（2011年4月15日 - 7月1日、テレビ東京） - ツリ 役
- マジすか学園3（2012年7月28日 - 10月5日、テレビ東京） - バンカー 役
- So long ! 第3夜（2013年2月13日、日本テレビ） - 白坂えりな 役

### バラエティ
- ごるふなでしこ（2012年4月7日 - 9月30日、テレビ東京）
- 石田純一のサンデーゴルフ（2018年4月8日 - 2020年6月28日、テレビ東京） - アシスタント
- 日曜ゴルフっしょ!（2020年7月5日 - 2021年3月28日、テレビ東京） - MC[36]
- みんなでBINGOLF（2021年4月2日 - 9月30日、テレビ東京） - MC
- 山内鈴蘭のゴルフ アンビシャス! 〜目指せ!ティーチングプロ〜（2022年4月2日 - 9月25日、BS Japanext）[37]
- 大堀商事山内事業部新人バイトゆう歩（仮）（2022年7月16日、アイドル専門チャンネルPigoo）
- 大堀商事 鈴蘭スマイル部 バイトリーダー遊歩（2022年8月17日 - 12月17日、アイドル専門チャンネルPigoo）[38]
- 大堀商事鈴蘭スマイル部新人音乃（2023年1月18日 - 2024年3月17日、アイドル専門チャンネルPigoo）
- GINZA CASSETTE SONG（2023年10月19日 - 2024年3月30日、BS-TBS）[39][40]
- ゴルフシンデレラ（2024年10月5日 - 、BS松竹東急）[41]

### ラジオ
- タケすし垣島〜ちょっとディープなゴルフの◯◯な話〜（2022年7月4日 - 、RSKラジオ）- パーソナリティ
- KEIYOGINKO POWER COUNTDOWN REAL（2025年4月5日 - BAYFM）- パーソナリティ、小島嵩弘と共演
- カセットガールのオールナイトニッポン0（2024年2月17日、ニッポン放送）- パーソナリティ[42]

### 舞台
- 朗読劇「しっぽのなかまたち3」 『シラトリ動物病院へようこそ』/『八月の冒険』（2013年11月19日・11月22日・11月28日、天王洲 銀河劇場） - 安野まどか、プリンセスキャンディー / 近藤奈々 役
- ミュージカル「AKB49〜恋愛禁止条例〜」（2015年3月14日 - 15日、中日劇場） - 間山小百合 役[43]
- SOLID STARプロデュース Vol.5『負けんな漫研！』（2015年10月30日 - 11月3日、新宿村LIVE） - 主演・雫 役[44][45]
- Pure Smile presents『おおばかもの〜おおばかものだけど、わるいやつらではない〜』（2016年10月26日 - 30日、草月ホール）
- ぐりむの法則「『東京のぺいん』----over work----」（2017年12月6日 - 11日、CBGKシブゲキ!!）[46]
- 朗読劇「ドラゴン桜」（2019年7月13日、有楽町朝日ホール） - 井野真々子 役[47]

### ネット配信
- すみれと鈴蘭!トークの掟48 （2015年12月25日 - 2017年12月29日、SMART USEN）
- SKE48山内鈴蘭の暴走機関車に乗ってみない?（2018年1月5日 - 2月23日、SMART USEN）

### CM
- 明治「ザバスミルク グレープフルーツ風味」（2016年） - WEB CM [48]

### 広報
- いちはらプロモーション大使（2021年11月1日 - 、市原市）[49]

### イベント
- 山内鈴蘭の“らんらん”ゴルフ講座♪（2012年4月13日、AKB48 CAFE&SHOP AKIHABARA シアターエリア）
- ホリだしもの（仮）
  - vol.1〜私たちは撤退しません〜（2013年8月29日、TOKYO FM HALL）
  - Vol.2〜じゃんけんはすみませんでした〜（2013年12月14日、ラフォーレミュージアム六本木）
  - Vol.3〜ついに増税である〜（2014年6月27日、渋谷区文化総合センター大和田 さくらホール）
  - Vol.4〜『チョコの日』『豆の日』あなたはどっち!?〜（2015年2月3日・4日、天王洲 銀河劇場）
  - Vol.5〜みゃおって本当に推されてるの!?〜（2016年3月16日、シアターGロッソ）
- 東日本復興支援チャリティコンサート「Song for you 2013」（2013年12月25日、天王洲 銀河劇場）
- 鳥取マラソン2014（2014年3月16日、鳥取砂丘オアシス広場・鳥取県庁）
- びらとりすずらん観賞会（2014年5月31日、北海道・平取町）
- ホリNS 水曜祭 2021～あわてんぼうのHori－Night～（2021年12月1日、シアターGロッソ）
- いちはら防犯フェスタ 市原警察署一日署長 （2022年10月13日、千葉県・市原市）

## 作品

### イメージビデオ
- Natural Lily（2021年5月28日、リバプール）[50]
- Lily:set（2022年1月28日、リバプール）[51]
- On:Lily（2022年12月23日、リバプール）[52]
- Memolily（2024年1月26日、リバプール）[53]
- Nostalgia（2025年1月31日、エスデジタル）[54]

## 出版

### 写真集
- すずらん（2024年12月11日、双葉社、撮影：木下昂一）ISBN 978-4575319361[55][56]

### ムック
- 旬撮GIRL Vol.10（2022年2月14日、扶桑社［別冊SPA!］、撮影：西條彰仁）ISBN 978-4594618339 ※『週刊SPA!』撮り下ろし水着グラビア写真集シリーズ[57]

### デジタル写真集
- Natural Lily（2022年9月1日、リバプール［アイドルニッポン］）
- 艶やかに咲く。（2023年2月14日、講談社［FRIDAYデジタル写真集］、撮影：木下昂一）[58]
- Lily:set（2024年4月4日、集英社［YJ PHOTO BOOK NEXT］、撮影：木下昂一）[59]
- On:Lily（2024年4月4日、集英社［YJ PHOTO BOOK NEXT］、撮影：木下昂一）[60]
- Memolily（2024年4月4日、集英社［YJ PHOTO BOOK NEXT］、撮影：木下昂一）[61]

### カレンダー
- 山内鈴蘭 2012年カレンダー（2011年11月19日、わくわく製作所）
- 卓上 山内鈴蘭 2013年カレンダー（2012年12月7日、わくわく製作所）
- 卓上 山内鈴蘭 2014年カレンダー（2013年12月6日、わくわく製作所）

### 雑誌・新聞連載
- 日刊ゲンダイAKB48特別版（2011年6月1日 - 12月28日、日刊現代） - 「らんらんパワー全開」を隔週水曜日に連載。
- 月刊AKB48グループ新聞（2012年1月20日 - 終了時期不明、日刊スポーツ新聞社・日刊スポーツ新聞西日本・北海道日刊スポーツ新聞社） - 「ゴルフDEらんらん」を第2号より連載。
- ALBA TROSS-VIEW（2012年9月27日 - 、ALBA） - 「AKB48 山内鈴蘭のナンでもやってやろう!」を連載。